# 제루 카밀루

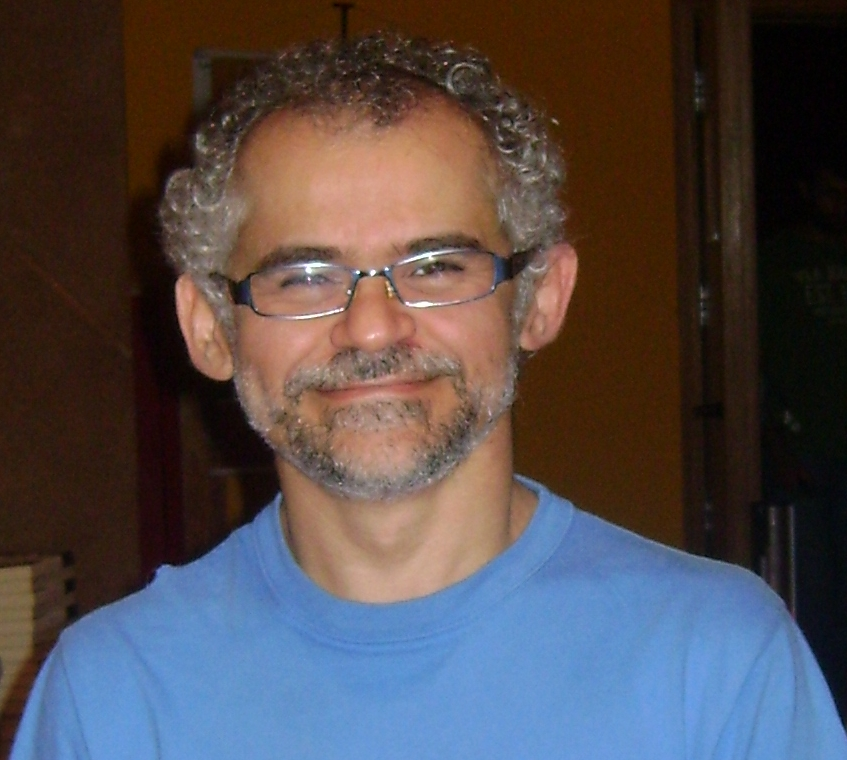

제루 카밀루(포르투갈어: Gero Camilo, 1970년 12월 18일 ~ )는 브라질의 배우이다.
포르탈레자에서 태어났다. 본명은 파울루 호제리우 다시우바(Paulo Rogério da Silva)다.

## 영화
- 에이브의 쿠킹 다이어리 (2018년) - 만디오카 역
- 나 케브라다 (2014년)
- 맨 온 파이어 (2004년)
- 카란디루 (2003년)
- 마담 사타 (2002년)
- 시티 오브 갓 (2002년)
- 태양의 저편 (2001년)